# جون بروسارد
جون بروسارد (بالإنجليزية: John Broussard)‏ هو لاعب كرة قدم أمريكية أمريكي، ولد في 18 ديسمبر 1983 في بورت أرثر في الولايات المتحدة.

## وصلات خارجية
- جون بروسارد على موقع مرجع كرة القدم المحترفة.كوم (الإنجليزية)